# Septimus Sisson
Septimus Sisson (Gateshead, Inglaterra, 2 de octubre de 1865 - Berkeley, California, 24 de julio de 1924) fue un médico veterinario inglés y profesor de anatomía comparada en el College of Veterinary Medicine, de la Universidad Estatal de Ohio. Contribuyó ostensiblemente al desarrollo de la anatomía de los animales domésticos.

## Historia
Se trasladó a los Estados Unidos en 1882. El doctor Sisson obtuvo el certificado de Científico Veterinario en 1891 del Ontario Veterinary College de Toronto (Canadá); el grado de Bachiller en Ciencias, en 1898, de la Universidad de Chicago, y en 1921, la Universidad de Toronto le otorgó el grado de doctor en Ciencia Veterinaria.  Durante los años 1905 y 1906, estudió anatomía en Berlín y Zúrich. 
Fue instructor de Anatomía en el Ontario Veterinary College desde 1891 a 1899, Profesor Asociado de Ciencia Veterinaria y Zoología en el Kansas Sate Agricultural College, en 1899, y profesor de Zoología en 1900.  En 1901 ingresó en la Universidad Estatal de Ohio como Profesor Adjunto de Medicina Veterinaria, título que ostentó hasta 1903, en que fue nombrado Profesor de Anatomía Comparada .
Sus obras publicadas son The Horse, A Pictorial Guide to its Anatomy; Text-book of Veterinary Anatomy; The Anatomy of the Domestic Animals; Report of The Committee on Revision of Veterinary Anatomical Nomenclature, y gran número de artículos aparecidos en publicaciones técnicas.
Fue el promotor de la inyección intravascular de formol o de otro líquido de acción endurecedora que hiciera posible determinar la forma natural y la topografía de los órganos blandos de los principales animales domésticos, empleándola por primera vez en el Kansas State Agricultural College (1899), en animales pequeños, y en la Universidad Estatal de Ohio (1901), en animales grandes.
Fue miembro de la American Association of Anatomists, de la American Veterinary Association y de la American Association of University Professors; miembro y presidente de la Veterinary Medical Association del Estado de Ohio, y miembro de la Sociedad Sigma Xi.  Fue miembro de la Logia Kinsman de F. and A.M. de Columbus, Ohio.  Se le nombró teniente coronel del Cuerpo de Reserva Veterinaria del Ejército de los Estados Unidos en enero de 1924.
Murió el 24 de julio de 1924 en Berkeley (California)